# Еврегио Ледис Тур
Еврегио Ледис Тур (англ. Euregio Ladies Tour
) — шоссейная многодневная велогонка, прошедшая по территории Нидерландов в 2006 году.

## История
Гонка прошла единственный раз в начале сентября 2006 года в рамках в Женского мирового шоссейного календаря UCI.
Маршрут гонки прошёл в трёх странах и состоял из четырёх этапов. Он начался в Нидерландах с индивидуальной гонки на 12 км в Ленде и группового этапа Керкраде — Сиббе. Ещё два групповых этапа прошли в немецком Ахене и бельгийском Билзене. Протяжённость групповых этапов была в районе 100 км.
Победу одержала американка Кристин Армстронг.

## Призёры
| Год  | Победитель        | Второй        | Третий         |
| ---- | ----------------- | ------------- | -------------- |
| 2006 | Кристин Армстронг | Лус Гюнневейк | Катерина Бейтс |